# مژژ دوم گنونی
مژژ دوم گنونی (ارمنی: Մժեժ Գնունի؛ – درگذشته ۶۳۵ میلادی) اسپاراپت ارمنستان بیزانس بود. وی یک سردار ارمنی در خدمت امپراتور هراکلیوس بود.